# Associazione Calcio Vogherese 1987-1988
Questa voce raccoglie le informazioni riguardanti  l'Associazione Calcio Vogherese nelle competizioni ufficiali della stagione 1987-1988.

## Rosa
| N. |                   | Ruolo | Calciatore         |
| -- | ----------------- | ----- | ------------------ |
| -  | Italia (bandiera) |       | Bonadin            |
| -  | Italia (bandiera) | C     | Pierluigi Broglia  |
| -  | Italia (bandiera) | C     | Fabio Castellazzi  |
| -  | Italia (bandiera) | D     | Guido Corradi      |
| -  | Italia (bandiera) | P     | Alessandro D'Amico |
| -  | Italia (bandiera) | C     | Alfonso Di Marco   |
| -  | Italia (bandiera) |       | Felice             |
| -  | Italia (bandiera) | D     | Gianpiero Garda    |
| -  | Italia (bandiera) |       | Ghioldi            |
| -  | Italia (bandiera) | P     | Paolo Locatelli    |
| -  | Italia (bandiera) | C     | Tiberio Loda       |
| -  | Italia (bandiera) | C     | Ambrogio Meggiarin |

| N. |                   | Ruolo | Calciatore          |
| -- | ----------------- | ----- | ------------------- |
| -  | Italia (bandiera) | A     | Vittorio Miazzo     |
| -  | Italia (bandiera) | P     | Alessandro Morbelli |
| -  | Italia (bandiera) | D     | Maurizio Negri      |
| -  | Italia (bandiera) | D     | Patric Panucci      |
| -  | Italia (bandiera) | C     | Massimo Peluffo     |
| -  | Italia (bandiera) | D     | Claudio Pierluigi   |
| -  | Italia (bandiera) | C     | Tiziano Scotti      |
| -  | Italia (bandiera) | D     | Davide Seveso       |
| -  | Italia (bandiera) | A     | Gianluca Sperati    |
| -  | Italia (bandiera) | C     | Antonio Statella    |
| -  | Italia (bandiera) | A     | Walter Vercesi      |
| -  | Italia (bandiera) | A     | Osvaldo Zobbio      |